# Abraveses
Abraveses es una freguesia portuguesa del concelho de Viseu, con 11,95 km² de superficie y 8.539 habitantes (2011). Su densidad de población es de 714,6 hab/km².
Antigua posesión de la catedral de Viseu, Abraveses fue erigida en freguesia con independencia administrativa en noviembre de 1890, aunque durante algunos años más estuvo sometida a la supervisión y jurisdicción del párroco de la catedral. Dista unos 3 km del centro urbano, al que está unida por una carretera, denominada a partir de la Primera Guerra Mundial avenida de Bélgica; formando así parte de la ciudad de Viseu.